# On Fire (Lloyd Banks)
"On Fire" is de eerste single van The Hunger for More, het debuutalbum van Amerikaanse rapper Lloyd Banks. Hoewel 50 Cent twee zinnen heeft in het refrein, krijgt hij geen credits en wordt de track als een solo van Lloyd Banks gezien. "On Fire" piekte op #8 in de Billboard Hot 100 en is Lloyd Banks' grootste hit tot nu toe.

## Charts
| Chart                           | Hoogste positie |
| ------------------------------- | --------------- |
| Australische ARIA Single Top 50 | 44              |
| Engelse Single Top 75           | 19              |
| VS Billboard Hot 100            | 8               |
| Zwitserse Single Top 100        | 18              |